# Allium bucharicum
Allium bucharicum es una especie de planta bulbosa del género Allium, perteneciente a la familia de las amarilidáceas, del orden de las Asparagales. Se distribuye por el centro de Asia.

## Descripción
Allium bucharicum es una planta perenne que alcanza un tamaño de 20 a 30 cm de altura. Las hojas son de color verde y fragantes y las flores de color rosa.

## Taxonomía
Allium bucharicum fue descrita por  Regel y publicado en Trudy Imp. S.-Peterburgsk. Bot. Sada 8: 660, en el año 1884.
Etimología
Allium: nombre genérico muy antiguo. Las plantas de este género eran conocidos tanto por los romanos como por los griegos. Sin embargo, parece que el término tiene un origen celta y significa "quemar", en referencia al fuerte olor acre de la planta. Uno de los primeros en utilizar este nombre para fines botánicos fue el naturalista francés Joseph Pitton de Tournefort (1656-1708).
bucharicum: epíteto